# جائزة بلجيكا الكبرى 2007
جائزة بلجيكا الكبرى 2007 (بالإنجليزية: 2007 Belgian Grand Prix)‏ هو سباق فورمولا 1 أقيم بتاريخ 16 سبتمبر 2007 في حلبة دي سبا فرانكورشومب، حمام معدني، بلجيكا. كان الرابع عشر من أصل 17 في بطولة العالم لسباقات الفورمولا واحد موسم 2007. حلّ الفنلندي كيمي رايكونن أولا بينما جاء البرازيلي فيليبي ماسا في المركز الثاني وحصل على المركز الثالث الإسباني فرناندو ألونسو.